# SN 2002Z
SN 2002Z – supernowa odkryta 9 stycznia 2002 roku w galaktyce A084932+4403. W momencie odkrycia miała maksymalną jasność 24,20m.